# Кошелевский сельский округ
Кошелевский сельский округ — упразднённая административно-территориальная единица, существовавшая на территории Талдомского района Московской области в 1994—2004 годах.
Кошелевский сельсовет был образован в первые годы советской власти. По данным 1923 года он входил в состав Озерской волости Ленинского уезда Московской губернии.
В 1924 году к Кошелевскому с/с был присоединён Дудкинский с/с.
В 1926 году Кошелевский с/с включал село Николо-Хотча, деревни Гришково, Дудкино, Захаровка, Кошелёво и Новая Хотча, а также 4 хутора и погост.
В 1929 году Кошелевский с/с был отнесён к Ленинскому району Кимрского округа Московской области.
27 декабря 1930 года Ленинский район был переименован в Талдомский район.
14 июня 1954 года Кошелевский с/с был упразднён, а его территория передана в Игумновский с/с.
7 августа 1973 года Кошелевский с/с был восстановлен. В его состав вошли все населённые пункты Озёрского с/с, а также селения Гришково, Дудкино, Захаровка, Кошелёво, Новая Хотчка и Старая Хотча упразднённого Игумновского с/с.
30 мая 1978 года в Кошелевском с/с было упразднено селение Скресово.
15 апреля 1992 года к Кошелевскому с/с был присоединён Спасский с/с.
3 февраля 1994 года Кошелевский с/с был преобразован в Кошелевский сельский округ.
3 июня 2004 года Кошелевский с/о был упразднён, а его территория передана в Ермолинский с/о.